# Nom binominal
Cet article possède un paronyme, voir Binomial.
Pour les articles homonymes, voir Binominal.

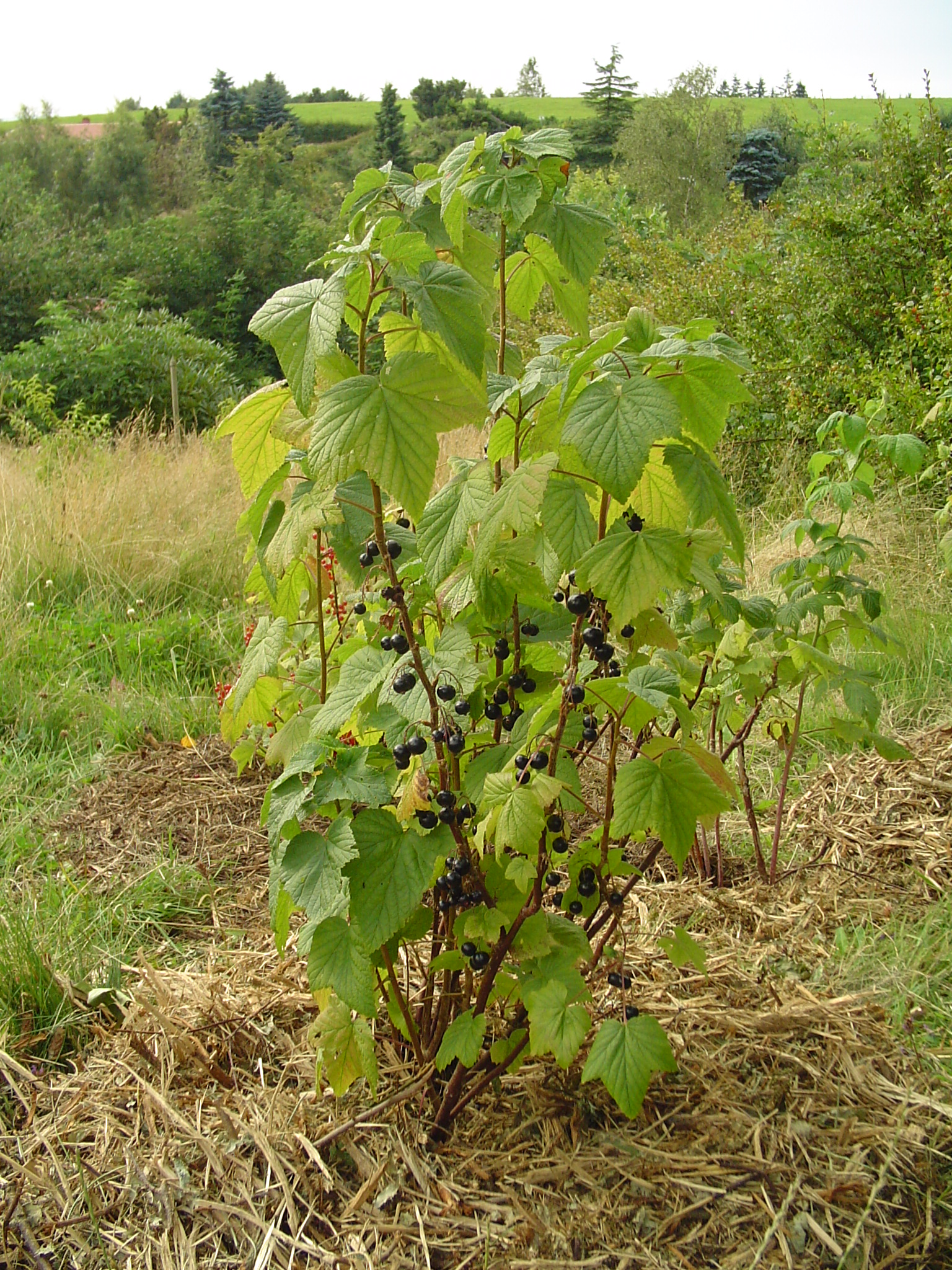
Cassissier, nom binominal Ribes nigrum (nom générique : Ribes, épithète spécifique : nigrum).

En taxinomie (botanique, zoologie, mycologie, etc.), le nom binominal, nom binomial, binom ou binôme est une combinaison de deux mots servant à désigner une espèce. Le premier mot, le nom générique, circonscrit un genre ; le second, l'épithète spécifique, indissociable du nom générique, sert à désigner l'espèce au sein de ce genre.

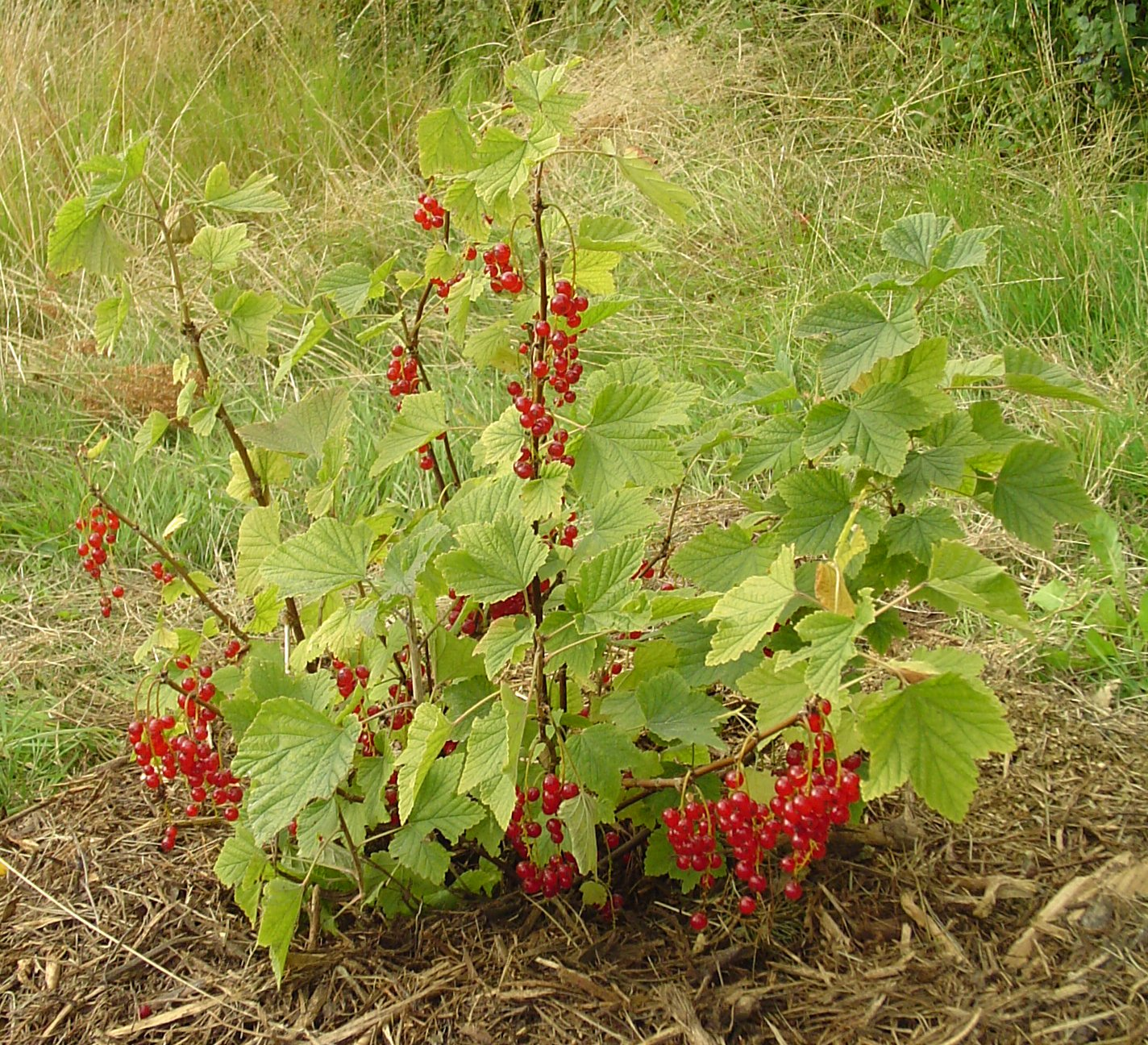
Groseillier à grappes, nom binominal Ribes rubrum (même nom générique que le cassissier : Ribes, épithète spécifique différente : rubrum).

Utilisé pour la première fois par Guillaume Rondelet et Pierre Belon au XVIe siècle, son usage est systématisé par Carl von Linné au XVIIIe siècle. La nomenclature binominale, ainsi que d’autres aspects formels de la nomenclature biologique, constituent le « système linnéen ». Le nom binominal est « réputé latin » et doit être composé en italique si le texte de la publication est en typographie romaine, et inversement ; par exemple : « Ainsi, Homo sapiens désigne l'espèce humaine », ou bien : « Ainsi, Homo sapiens désigne l'espèce humaine ».
Dans les ouvrages de vulgarisation en langue française, le nom binominal est souvent remplacé ou doublé d'un nom vulgaire (traduction du nom savant), parfois un nom normalisé, appellation standardisée en langue véhiculaire, par opposition aux divers noms vernaculaires utilisés localement dans le langage courant et les langues régionales (catalan, provençal, picard, breton, etc.).

## Terminologie et étymologie
L'emploi de nom binomial, sans le deuxième n, a déjà été critiqué comme « impropre ». Toutefois, en français, les adjectifs binomial et binominal sont tous deux attestés dans l'usage et les sources normatives. Par ailleurs une distinction étymologique subtile peut être effectuée entre les deux termes : d'une part, nom binomial correspond à nom composé de deux mots, alors que nom binominal correspond de manière un peu plus spécifique à nom composé de deux noms.
De même, les noms binôme et binom sont tous deux attestés et ont aussi fait l'objet de discussions particulières. En 1994, Aline Raynal-Roques indiquait juger préférable la forme binom (du latin classique bi- « deux » et nomen « nom ») à la forme binôme qui proviendrait spéculativement d'un mélange non conforme de latin (bi-) et de grec (nomos « loi »). Il apparait cependant que le terme binôme dérive bien du latin, et seulement du latin, d'une manière tout à fait régulière.
La quatrième édition du Code international de nomenclature zoologique, en vigueur depuis 1999, utilise l'adjectif binominal et le nom binom, conformément aux recommandations normatives du chercheur Damien Aubert. Le code ne se prononce cependant pas sur la valeur des formes binomial et binôme.

## Historique de la nomenclature binominale
Avant que Linné établisse les règles du système de nommage à deux mots, les espèces étaient décrites par de courtes phrases latines de quelques mots, nommées polynômes latins, qui étaient inconsistantes et gênantes pour les scientifiques lorsqu'ils communiquaient entre eux ou même avec le public. De plus, elles étaient rédigées très différemment d'un auteur à l'autre et devenaient rapidement complexes et confuses avec les compilations encyclopédiques des auteurs de la Renaissance. Linné conserva cependant ces phrases latines, non plus comme des dénominations mais plutôt comme de brèves diagnoses des traits les plus saillants des espèces. Jean Bauhin est le premier à avoir pensé, au début de la Renaissance, à une nomenclature regroupant genre et espèce. Malgré sa brillante idée, il ne parvint pas à imposer dans le monde scientifique de l'époque ce principe encore valable chez les zoologistes actuels.

### Origine du système linnéen
Il faut attendre plus d'un siècle pour que Carl von Linné, naturaliste suédois influent, impose cette nomenclature dite binaire, puis binominale. C'est Joseph Pitton de Tournefort qui, dans son Institutiones rei herbariae (1700), popularise l'usage du genre et du nom générique comme de l'espèce et du nom de celle-ci. Puis c'est Karl Niklaus Lang qui, en 1722, utilise le premier cette méthode en zoologie, en formalisant un ensemble de règles qui a favorisé son adoption par les communautés scientifiques.
Le premier ouvrage français à avoir utilisé cette nomenclature binominale est un catalogue des espèces cultivées au jardin botanique de Montpellier, l’Hortus regius Monspeliensis du botaniste Antoine Gouan publié en 1762.
Les règles de nomenclature sont modulées en fonction des disciplines ; celles s'appliquant aux taxons du règne végétal et du règne fongique sont édictées par le Code international de nomenclature botanique (CINB) ; celles du règne animal par la Commission internationale de nomenclature zoologique (CINZ). Ces règles ne restent pas immuables. Elles font l'objet de réajustements périodiques lors des congrès internationaux (tous les six ans).
Le principal avantage de cette terminologie est, depuis Linné, d'avoir offert un langage commun. Par delà les noms vernaculaires propres à chaque langue pour désigner l'espèce humaine ou les membres de celle-ci (Human, Mensch, Ser humano…) et parfois multiples au sein d'une même langue (l'espèce humaine, l'homme, l'humain…), Homo sapiens se présente comme un vocable de référence, certes de nature scientifique, mais qui a su par ailleurs acquérir une notoriété dépassant celle du jargon.

### Combinaisons et autres rangs
Au-dessous du rang de genre, tous les noms de taxons sont appelés « combinaisons ».
Entre genre et espèce (sous-genre, section, sous-section, série, sous-série, etc.), les combinaisons sont infragénériques et binominales : nom de genre, puis après indication du rang, une épithète infragénérique. Par exemple le cèpe appartient à la section « Boletus sect. Edules ». Edules correspond à un nom infragénérique (inférieur au genre), au rang d'une section réunissant plusieurs espèces de même affinité ;
Au rang d'espèce, les combinaisons deviennent « spécifiques » et « binominales ». C'est le sujet principal traité dans cette page.
En dessous de l'espèce (variété, forme, etc.) les combinaisons sont « infraspécifiques » et « trinominales ».
Pour les détails, chaque discipline biologique ayant des règles nomenclaturales sensiblement différentes, voir les articles suivants : Rang (bactérien), Rang (botanique et mycologique), Rang (zoologique).

## Binomes spécifiques
Ils demeurent les plus importants car toute espèce du monde vivant est désignée dans la communauté scientifique par un nom binominal. Ce nom binominal spécifique se compose d'un nom de genre et d'une épithète spécifique, il est généralement suivi du nom (ou de l'abréviation) de l'auteur (ou des auteurs) ayant décrit et nommé ainsi pour la première fois l'espèce et de la date de publication de ce travail. L'ensemble constitue le nom scientifique international.
L'épithète spécifique peut être un adjectif, un nom au génitif ou un mot en apposition.
Exemple : Homo sapiens Linné, 1758.
- « Homo » constitue le nom de genre (au nominatif latin, avec majuscule et en italique) qui a donné le mot « Homme » en français.
- « sapiens » provient d'un adjectif latin (en minuscule italique) signifiant « intelligent, sage, raisonnable, prudent », et qui qualifiant ici l'espèce humaine la distingue des autres espèces fossiles apparentées.
- « Linné » identifie le nom du naturaliste qui a nommé et décrit l'espèce.
- « 1758 » situe l'année de publication de la diagnose, ou de sa validation.

### Définition de la nomenclature
Les noms binominaux sont établis selon des règles précises, fixées par la nomenclature scientifique des noms des espèces vivantes.
Ils sont réputés latins, quelle que soit leur origine : un des deux noms, voire les deux, pouvant être transcrits d'un autre alphabet ou d'une autre langue, grec ancien comme Abramis, chinois comme Agrocybe chaxingu, japonais comme Lentinula shiitake, polonais comme Capsaspora owczarzaki…. En effet, ils sont impérativement écrits en alphabet latin (sans diacritiques ou accents, les ligatures Æ, æ, Œ, œ, ß sont écrites sans ligature : Ae, ae, Oe, oe, ss) et reçoivent une désinence latine ou se déclinent en latin chaque fois qu'il est morphologiquement possible. Le trait d'union est autorisé en botanique mais son usage est codifié.
À partir d'une certaine date de publication, variable selon les disciplines, les noms binominaux doivent être accompagnés d'une diagnose latine, avec description et typification, dans la même publication (ou ultérieurement, voir plus bas « : » ou « ex »).
Ils sont censés contenir une valeur descriptive, notamment l'épithète qualificative ou génitif de qualité. Il ne s'agit ici que d'une recommandation du Code aux auteurs, mais la plus grande liberté est admise dans le choix du nom de baptême. Le nom du genre et l'épithète spécifique peuvent être formés à partir d'un patronyme (darwini, rouxii, etc.), un prénom (mariae, marci, etc.), un pseudonyme (otaksa), un toponyme (brasiliensis, japonica, etc.), un nom indigène quelle que soit la langue d'origine (mirim), ou un mot composé savant (voir ci-après). Le nom générique et l'épithète spécifique, voire le nom binominal complet, peuvent relever d'une pure fantaisie (jeu de mots, etc.).
Il est également recommandé, depuis 2012, d'en préciser l'étymologie (cf. Article 60, recommandation 60 H.1., du Code international de nomenclature de Melbourne) particulièrement lorsqu'elle n'apparaît pas évidente. Par exemple, la désignation « Clitocybe acromelalga Ichimura » comporte un mot savant composé du grec acro- « extrémité », -mel- « articulation ou membre » et alga « douleur », ce champignon provoquant des douleurs atroces des extrémités (doigts et orteils). Il est toutefois mal décliné (acromelalges eût été correct), mais la correction, qui doit faire l'objet d'une demande, relève d'une décision officielle.
Quelques exemples de noms binominaux, suivis du nom de leurs auteurs :
- Le guépard : Acinonyx jubatus (Schreber, 1775).
- Le lion : Panthera leo Linnæus, 1758.
- La trompette de la mort (ou Corne d'abondance) : Craterellus cornucopioides (Linnæus : Fries) Persoon.

### Présentation formelle
Il faut respecter certaines règles de composition (orthographe et grammaire latine) et de typographie.
Le nom de genre s'écrit avec la majuscule. La recommandation 60 F.1. précise : « La lettre initiale de toute épithète spécifique ou infra-spécifique devrait être une minuscule ; cependant, les auteurs qui désirent utiliser une majuscule peuvent le faire pour des épithètes directement dérivées de noms de personnes, réelles ou mythiques, de noms vernaculaires (ou non latins) ou d'anciens noms de genres ».
Comme le binôme est écrit en latin, il est en italique dans une écriture romaine, et inversement, ce qui le distingue visuellement du reste du texte. En écriture cursive, l'usage typographique veut qu'il soit souligné.

#### Mention de rangs intermédiaires
Le nom de sous-genre ou d'autres rangs intercalaires, est parfois inséré entre parenthèses entre le nom de genre et l'épithète spécifique. Par exemple Hylobius (Callirus) abietis (Linnaeus, 1758). Ils sont tolérés pour indiquer une phylogénie, mais ce nom de sous-genre ne fait en aucun cas partie du binôme.

#### Abréviation
Quand le nom du genre ne peut faire aucun doute pour le lecteur ou l'auditeur, le nom complet de l'espèce peut être remplacé par son abréviation, dans laquelle le nom du genre est remplacé par son initiale suivie d'un point (exemple : D. melanogaster pour Drosophila melanogaster).
On rencontre parfois l'abréviation sans que le nom du genre ait été explicité précédemment, quand il s'agit d'une espèce particulièrement emblématique dans le contexte. C'est notamment le cas de H. sapiens (pour Homo sapiens), E. coli (pour Escherichia coli) et C. elegans (pour Caenorhabditis elegans).

### Quand le binom devient trinom
En dessous du rang d'espèce (sous-espèce en zoologie, variété en botanique), le nom des taxons devient trinominal, avec le nom du genre, l'épithète spécifique et :
- en nomenclature zoologique, une épithète infraspécifique (exemple : Panthera leo persica) ;
- en nomenclature botanique (botanique et mycologie), un nom de variété précédé de « var. » (exemple : Tricholoma saponaceum var. fagetorum).

La forme ou la race en zoologie, et la forme ou le cultivar en botanique, ne reçoivent pas de nom trinominal international, mais l'usage est d'en préciser le nom en troisième position :
- précédé de « f. » pour une forme ;
- entre apostrophes simples pour un cultivar.

### Stabilité du nom
Une fois adopté officiellement, le nom binominal d'une espèce ne change plus, même s'il fait référence à une particularité qui se révèle fausse (exemples : Arvicola amphibius désigne le Campagnol terrestre et non le Campagnol amphibie ; Carex diandra a trois étamines (andra) et non deux). La seule exception concerne le reversement d'une espèce dans un autre genre biologique :
- on remplace le nom de l'ancien genre par celui du nouveau ;
- on conserve en revanche l'épithète spécifique, sauf :
  - si dans le nouveau genre il existait déjà une espèce avec cette épithète, alors on on choisit une nouvelle,
  - si c'est un adjectif et que le nouveau genre n'est pas du même genre grammatical que l'ancien, alors on modifie la désinence de l'épithète (exemple : la fourmi fossile initialement appelée Formicium giganteum a été renommée Titanomyrma gigantea (passage du neutre au féminin).

Certains noms sont devenus choquants. Ainsi, l'insecte fossile Rochlingia hitleri a été nommé par un paléontologue allemand en 1934, en l'honneur de l'entrepreneur antisémite Hermann Röchling et du chancelier Adolf Hitler. Également admirateur de ce dernier, trois ans plus tard, un entomologiste amateur autrichien nommait Anophthalmus hitleri un carabe endémique des grottes de Slovénie. D'autres noms sont de même problématiques, comme Hypopta mussolinii (en) (en l'honneur de Benito Mussolini), Hibbertia (en l'honneur du planteur antiabolitionniste George Hibbert (en)) ou Neopalpa donaldtrumpi (en l'honneur de Donald Trump, en fait par dérision). Des polémiques s'élèvent régulièrement à ce sujet, mais les organismes compétents résistent.
Autre cas : le nom binomial de l'Homme de Néandertal demeure Homo neanderthalensis avec un h (muet) tandis que le toponyme dont il est tiré (Neandertal, la vallée de Neander), s'écrit sans h depuis une réforme de l'orthographe allemande de 1901.

## Citation d'auteurs
Chaque fois que la rigueur devient nécessaire, on doit faire suivre le nom binominal de la « citation d'auteurs » et de la date de publication (l'année suffit) — en zoologie, c'est la date de la description originale, en botanique, la date de la nouvelle combinaison — éventuellement complétée de sa référence bibliographique.
Par exemple : 
- en zoologie :
  - Sitta europaea Linnaeus, 1758 : sans parenthèses, le nom scientifique est resté celui d'origine choisi par le descripteur en 1758,
  - Acinonyx jubatus (Schreber, 1775) : entre parenthèses, le nom scientifique choisi à l'origine par Schreber en 1775 a été recombiné par la suite dans un genre différent ;
- en botanique :
  - Senecio adenotrichius DC., 1838 : sans parenthèses, le nom scientifique est resté celui choisi par de Candolle en 1838,
  - Arbutus arizonica (A.Gray) Sarg., 1891 : premier descripteur entre parenthèses, l'épithète spécifique a été recombinée dans un genre différent en 1891 par Sargent,
  - Miscanthus floridulus (Labill.) Warb. ex K. Schum. & Lauterb., 1901 : premier descripteur entre parenthèses, l'épithète spécifique a été recombinée dans un genre différent en 1901 par K. Schumann et K. Lauterbach, à la suite des travaux de Warburg.

Il existe quatre catégories d'auteurs :
- l'auteur du taxon d'origine ou basionyme ;
- l'auteur d'une nouvelle combinaison à partir de ce basionyme (changement de genre ou changement de rang taxinomique). Chaque recombinaison créant autant de synonymes ;
- l'auteur sanctionnant un basionyme invalide ;
- l'auteur sanctionnant une recombinaison invalide.

Lorsque le taxon est publié pour la première fois, la citation est toujours simple : le nom est suivi du nom de l'auteur qui le publie. Ce nom de personne peut être donné au long, mais on utilise très souvent une abréviation plus ou moins acceptée par l'usage. L'auteur peut se substituer à un collectif d'auteurs (l'ensemble des auteurs publiant conjointement le nom et qui en assument la responsabilité).

### Parenthèses dans la citation d'auteurs
Lorsqu'un systématicien estime que le genre choisi n'est pas le meilleur pour cette espèce, notamment à la suite de la création d'un nouveau genre, il peut décider de transférer l'espèce dans un autre genre. Dans ce cas, le nom de l'auteur de la combinaison princeps demeure, mais il est placé entre parenthèses.
Chaque fois qu'une espèce est transférée dans un autre genre, on doit obligatoirement mentionner à la suite de la parenthèse fermante, le nom de celui qui, le premier, a publié cette nouvelle combinaison (abrégée « comb. nov. »).
Autrement dit, chaque fois que le taxon auquel le nom (supposé publié de manière valide) s'applique initialement a été changé de genre et que l'épithète est conservée (ce qui n'est pas toujours possible), on procède comme suit :
- le nom de l'auteur initial (ou son abréviation) est cité entre parenthèses et l'on fait suivre cette parenthèse du nom de l'auteur du transfert au genre d'accueil ;
- ceci s'applique aussi s'il y a changement de rang (transfert entre les rangs d'espèce, de sous-espèce, de variété, etc.).

La règle s'applique même si au lieu d'un seul auteur, le transfert est le fait de plusieurs auteurs conjointement dans la même publication (publications signées par plusieurs auteurs).

### Mention de l'année de publication
Cette date situe l'année de publication effective du livre ou de la revue dans lequel l'espèce a été décrite la première fois sous ce binôme. Cette date est indispensable pour retrouver, notamment quand on consulte des ouvrages anciens (plus de cinq ans suffisent dans certaines disciplines), une espèce citée même si elle a changé de genre. La mention de l'année est cependant facultative, de même que la citation bibliographique complète.

## Systèmes parallèles
Les noms binominaux latinisés instaurés par Linné ont remplacé les « noms vulgaires » (ou « vernaculaires »), dont certains demeurent cependant utilisés par les scientifiques, quand ils ne prêtent pas à confusion et sont très connus (lion, ours blanc...) ou sont normalisés par une institution scientifique (on parle alors de « nom normalisé »), ce qui est par exemple le cas en français pour les oiseaux avec la Commission internationale des noms français des oiseaux.
Dans certains pays, des traditions de dénomination relativement précises étaient en cours avant même le Systema Naturae, par exemple au Japon, et sont demeurées plus riches et précises que la classification scientifique pendant plusieurs siècles, certaines espèces y ayant été décrites bien avant d'être intégrées à la classification « officielle ».